# クリガニ
クリガニ (学名：Telmessus cheiragonus) は、クリガニ科に属するカニの1種。北海道東岸からアラスカ、ワシントン州沿岸海域にかけて分布する。トゲクリガニとよく似ている。

## 脚註
1. ↑  “クリガニ | 甲殻 | 市場魚貝類図鑑”. ぼうずコンニャクの市場魚貝類図鑑. 2025年1月17日閲覧。
2. ↑  Cowles, Dave. “Telmessus cheiragonus”. inverts.wallawalla.edu. 2025年1月17日閲覧。